# جيرين ديميرتشلن
جيرين ديميرتشلن (بالتركية: Ceren Demirçelen) مواليد 23 فبراير 1992 في أماصيا، تركيا، هي لاعبة كرة يد تركية. تلعب في الدوري التركي لكرة اليد للسيدات. مثلت منتخب تركيا لكرة اليد للسيدات.

## الإنجازات
- الدوري التركي لكرة اليد للسيدات :
  - المركز الثالث (1): 2014–15